# Personal Shopper
Personal Shopper je francouzský psychologický thriller, který natočil režisér Olivier Assayas podle vlastního scénáře. Hlavní roli ve filmu ztvárnila Američanka Kristen Stewartová, která hraje nákupčí oblečení pro celebritu. Na Filmovém festivalu v Cannes, kde měl snímek dne 17. května 2016 premiéru, byl Assayas za tento film oceněn jako nejlepší režisér. Později byl snímek uveden na mnoha dalších festivalech a v prosinci téhož roku byl uveden ve francouzských kinech (v roce 2017 byl uveden v kinech dalších zemí). Natáčení filmu probíhalo v Paříži, ale také v Praze, Londýně a Ománu.

## Ocenění a nominace
| Ocenění                     | Datum             | Kategorie       | Nominovaný     | Výsledek |
| --------------------------- | ----------------- | --------------- | -------------- | -------- |
| Florida Film Critics Circle | 23. prosince 2017 | Nejlepší kamera | Yorick Le Saux | nominace |